# James Wallace
Pour les articles homonymes, voir James Wallace (homme politique) et Wallace.
James Wallace (parfois appelé Jamie Wallace) est un joueur de hockey sur gazon canadien évoluant au poste de milieu de terrain / attaquant au Almeerse HC et avec l'équipe nationale canadienne.

## Biographie
James est né le 14 septembre 1999 à Vancouver dans la province de Colombie-Britannique.

## Carrière
Il a été appelé en équipe nationale première en 2021 pour concourir aux Jeux olympiques d'été à Tokyo, au Japon,.

## Palmarès
- : 2e à la Coupe d'Amérique U21 en 2016
- : 2e aux Jeux panaméricains en 2019